# Comtat de Figuerola

Escut de Figuerola, Alt Camp.

El Comtat de Figuerola és un títol nobiliari espanyol creat l'1 de gener del 1718 per l'arxiduc-pretendent Carles d'Àustria a favor de Josep de Figuerola i Argullol.
La seva denominació fa referència al municipi de Figuerola del Camp (Alt Camp).

## Comtes de Figuerola
|                                                 | Titular                                         | Període                                         |
| Creació per Arxiduc pretendent Carles d'Àustria | Creació per Arxiduc pretendent Carles d'Àustria | Creació per Arxiduc pretendent Carles d'Àustria |
| ----------------------------------------------- | ----------------------------------------------- | ----------------------------------------------- |
| I                                               | Josep de Figuerola i Argullol                   | 1718-                                           |
| Rehabilitat per Alfons XII                      |                                                 |                                                 |
| II                                              | Manuel de Figuerola-Ferretti i Agustí           | 1884-                                           |
| III                                             | Lluís de Figuerola-Ferretti i Ribé              | 1896-                                           |
| Rehabilitat per Joan Carles I                   |                                                 |                                                 |
| IV                                              | Pablo de Figuerola-Ferretti y Pena              | 1986-                                           |
| V                                               | Carolina de Figuerola-Ferretti y del Río        | 1988-actual titular                             |

## Història dels Comtes de Figuerola
José de Figuerola i Argullol, I comte de Figuerola.
Rehabilitat el 1872 per:
Manuel de Figuerola i Agustí, II comte de Figuerola.
1. Es va casar amb Dolors Ribé Andreu. El va succeir, en 1896:

Lluís de Figuerola i Ribé, III comte de Figuerola.
1. Es va casar amb Clotilde Huelín Müller.

Rehabilitat el 27 d'octubre del 1986 per:
- Pablo de Figuerola-Ferretti y Pena, IV comte de Figuerola.

1. Casat amb Carolina del Río Carbonell, II marquesa de Casa Pinzón (títol pontifici)). El succeí la seva filla:

- Carolina Figuerola-Ferretti y del Río (n. en 1934), V comtessa de Figuerola, III marquesa de Casa Pinzón.[5]